# 秦颂
秦颂，是一部中国大陆的历史电影，导演为周晓文，编剧为芦苇，于1996年上映。

## 剧情
战国末期，秦国王子嬴政为赵国人质，燕国女子将嬴政与自己的儿子高渐离一同哺育成人。昭襄王驾崩后嬴政回秦国登基。成为秦王的嬴政号令大军攻城掠地。秦王念及旧日之情，希望找到高渐离作乐曲《秦颂》，高渐离拒绝后成为阶下囚，却结识栎阳公主。栎阳公主亲自劝慰，高渐离为求一死不惜强奸公主，两人由此结下孽缘。秦国统一后，高渐离写出《秦颂》......

## 演员
- 姜文饰演嬴政
- 葛优饰演高渐离
- 许晴饰演栎阳公主
- 王宁饰演王贲[1]

## 制作与封禁
1989年，导演周晓文和编剧芦苇自开始创作电影《秦颂》，编写剧本耗时6年，1995年元旦，香港大洋影业决定投资4000万拍摄，并由姜文、葛优出演双男主。
由于影片的洗印拷贝速度慢，1996年7月，中影公司决定《秦颂》在北京、上海、天津、广州、成都5个城市上映第一轮，一周后在全国上映。
在第一轮上映到第四天的时，有武警带枪包围北京电影洗印厂，封存尚未寄出的影片拷贝。第一轮上映第五天，出现与《秦颂》相关的文件，文件内容包括停止《秦颂》一切发行放映、宣传活动，香港大洋影业交纳50万人民币罚款，西安电影制片厂做深刻检查，随后《秦颂》从电影院和中国大陆媒体上消失。
该片被下架一年后，当局恢复《秦颂》的放映。
在《秦颂》公映十周年，周晓文表示“最遗憾的就是上映了没几天就禁映了，至今也不知道为什么，或者是知道了也不能说。”

## 参展
1996年9月，《秦颂》参加西班牙圣塞巴斯蒂安国际电影节，获得“国际影评人协会奖”。
据周晓文称，当他到达当地酒店，遇到一个中国女人，对方要求他去找国际电影节的主席进行撤片，并同时阻止周围的记者对周晓文进行采访。由于国际电影节的主席表示“即使是西班牙国王也没有权力让他撤掉任何一部电影”，因此《秦颂》正常参赛。《秦颂》在国际电影节首映当天，周晓文没有出席典礼，当天从下午5点到晚上11点那位中国女人和他一起待在酒店大堂。11点整时，中国女人向“组织”打电话汇报情况后，向周晓文转述“组织”的话：“你的表现还不错，不过这是你必须做的，你这次可以不算犯错误了。”